# Bandaloop
Bandaloop war eine Elektropop-Gruppe aus Köln.

## Geschichte
Die Band wurde 1995 in Köln von Sarah Doering und Arnd Fischer gegründet, 1997 kam Gitarrist Alexander Klick dazu. Die Band verstand sich nie als Liveband und entwickelte über mehrere Jahre ihre Stücke im Studio. Liveauftritte als Vorband (z. B. Fluke, Tortoise) oder in Kölner Musikclubs (z. B. MTC, Underground) waren selten.
Nach dem Verteilen vieler Tapes, wurde im Jahr 1997 der Musikmanager Emanuel Fialik (u. a. Rammstein, Bobo in White Wooden Houses) auf die Band aufmerksam. Die Zusammenarbeit wurde jedoch aufgrund künstlerischer Differenzen nach einigen Monaten wieder beendet. Im Jahr 1998 zeigte der Musikmanager Michael Smilgies (u. a. Fury in the Slaughterhouse) Interesse daran, die Band zu vertreten und durch seine Vermittlung unterzeichnete die Band noch im selben Jahr einen Plattenvertrag bei Sony Music Columbia.
Die erste von Columbia veröffentlichte Single der Gruppe hieß Extraordinary und erschien im April 1999. Das Musikvideo dazu lief bei Viva Zwei in Heavy Rotation und war auch vereinzelt auf MTV2 zu sehen. Der Radiosender Einslive spielte das Stück unter der Rubrik „Einslive präsentiert...“ ebenfalls in Heavy Rotation. Der Titel verpasste nur knapp die Top-100-Airplay-Charts. Das selbstproduzierte Debütalbum Aromatik folgte im August 1999.

Die Plattenkritiken für Aromatik schwankten zwischen Loblied und Verriss. Insbesondere die Begeisterung der indiependant-affinen Plattenkritiker hielt sich bei der Major-Veröffentlichung in Grenzen. So bemängelte Armin Linder auf Plattentests.de „dürftiges Songwriting“ sowie einen künstlichen und austauschbaren Klang. In der Zeitschrift Visions meinte man gar „den selben Song gleich 13 mal mit verschiedenen Titeln“ gehört zu haben. Größeren Gefallen an der Musik fand Thomas Kerpen im Ox-Fanzine der der Band immerhin eine „fette, pointierte Produktion“ bescheinigte und den Gesang von Sarah Doering lobte. Bei music.ch befand man „ein stimmiges Popalbum mit durchwegs guten Songs“.
Nach weiteren Singleauskopplungen ging die Band Anfang 2000 auf Tour durch 15 Clubs in Deutschland. Live wurde die Gruppe durch Gerd Paris am Schlagzeug verstärkt. Kurz nach der Tour trennte man sich von Gitarrist Alexander Klick. Bei anschließenden Auftritten auf diversen Festivals im In- und Ausland übernahm der Dirk Schilling den Part von Klick.
Für den Soundtrack des Kinofilms Im Juli von Regisseur Fatih Akin entstand der Song Travel, der auch als Single veröffentlicht wurde. Das dazugehörige Musikvideo lief vereinzelt bei Viva Zwei. Zeitgleich mit der Veröffentlichung von Travel im Sommer 2000 trennte man sich vom Label Columbia. Das Duo arbeitete anschließend an einem neuen Album, das schließlich im März 2002 unter dem Titel Twin beim Kölner Independent-Label India Records veröffentlicht wurde. Weder das Album noch die einzige Singleauskopplung You suck erreichten nennenswerte Verkaufs- oder Airplay-Zahlen.
Im Jahr 2004 brachten Sarah Doering und Arnd Fischer ihr erstes gemeinsames Kind zur Welt und zogen sich in der Folge aus dem Musikgeschäft zurück.

## Diskografie

### Alben
- 1999: Aromatik (Sony Music/Columbia)
- 2002: Twin (India Records)

### Singles
- Extraordinary (April 1999)
- Universe of Love (Dezember 1999)
- St. Michel (März 2000)
- Travel (Juni 2000)
- You Suck (März 2002)